# Hesperoptenus doriae
Hesperoptenus doriae — вид ссавців родини лиликових. 

## Проживання, поведінка
Країна поширення: Малайзія (півострівна Малайзія, Борнео, Саравак). Всі зразки були зібрані з низовини.

## Загрози та охорона
Загрози для цього виду не відомі, хоча втрата середовища існування є ймовірною загрозою. Поки не відомо, чи вид присутній в котрійсь з охоронних територій.